# Großbarkau
Großbarkau er en by og kommune i det nordlige Tyskland, beliggende i Amt Preetz-Land i den sydvestlige del af Kreis Plön. Kreis Plön ligger i den østlige/centrale del af delstaten Slesvig-Holsten.

## Geografi
Großbarkau er beliggende øst for Bundesstraße 404 mellem Kiel og Bad Segeberg omkring 9 km nordøst for Bordesholm og omkring 11 km syd for Kiel. Fra 1911 til 1961 havde Großbarkau jernbanestation på Kleinbahn Kiel–Segeberg, og fra 1910 til 1930 også trinbræt på Kleinbahn Kirchbarkau–Preetz–Lütjenburg.